# آخرین مبارزه
آخرین مبارزه فیلمی به کارگردانی سیاوش شاکری و نویسندگی حبیب اله کسمایی ساختهٔ سال ۱۳۴۸ است.

## بازیگران
- کتایون
- علی آزاد
- سودابه
- حسین گیل
- فیروز
- عباس مهردادیان
- محسن آراسته